# Erik Hohwü-Christensen
Erik Hohwü-Christensen, född 25 september 1904 i Smøl, Sønderborgs kommun, Danmark, död 5 februari 1996 i Danderyds församling, var en dansk-svensk fysiolog. Han var skolad inom Lindhardskolan i Köpenhamn, Danmark. I den var läkaren och arbetsfysiologen Johannes Lindhard och zoofysiologen tillika nobelpristagaren August Krogh var centralgestalter. 
Hohwü-Christensen blev professor i kroppsövningarnas fysiologi och hygien vid Gymnastiska centralinstitutet från 1941 och var samma lärosätes föreståndare åren 1946–1956. Professor Hohwü-Christensen introducerade Per-Olof Åstrand och Bengt Saltin inom arbetsfysiologin. De blev båda världsledande forskare inom denna disciplin.
Han invaldes den 12 april 1940 i Det Kongelige Danske Videnskabernes Selskab, som nummer 397 av Indenlandske ordentlige medlemmer, och blev 1959 invald som ledamot 380 av Ingenjörsvetenskapsakademiens, Avdelning VI.